# Danh sách hạm đội
Danh sách hạm đội.
Danh sách này không đầy đủ, bạn cũng có thể giúp mở rộng danh sách.

## Hạm đội Canada
- Hạm đội Đại Tây Dương (HQ Halifax, Nova Scotia)
- Hạm đội Thái Bình Dương (HQ Esquimalt, British Columbia)

## Hạm đội Trung Quốc
- Hạm đội Bắc Dương - lịch sử
- Hạm đội Nam Dương - lịch sử
- Hạm đội Đông Hải
- Hạm đội Bắc Hải
- Hạm đội Nam Hải

## Hạm đội Pháp
- Hạm đội Đại Tây Dương Pháp (HQ Brest)
- Hạm đội Địa Trung Hải Pháp (HQ Toulon)
- Hải đoàn châu Mỹ Pháp (HQ Martinique)
- Hải đoàn Ấn Độ Dương Pháp (HQ Réunion)
- Hạm đội Thái Bình Dương Pháp (HQ Papeete)
- Hải đoàn Kênh Pháp (HQ Brest)

## Hạm đội Đức
- Hạm đội Biển khơi - lịch sử

## Hạm đội Ấn Độ
- Bộ tư lệnh hải quân Đông Ấn
- Bộ tư lệnh hải quân Tây Ấn
- Bộ tư lệnh hải quân Nam Ấn
- Bộ tư lệnh Andaman và Nicobar

## Hạm đội Nhật Bản
- Hạm đội Liên hợp,

## Hạm đội Nga hoặc Liên Xô

### Còn hoạt động
- Hạm đội Baltic
- Hạm đội Biển Đen
- Tiểu hạm đội Biển Caspi
- Hạm đội Phương Bắc
- Hạm đội Thái Bình Dương (Nga)

### Không còn hoạt động
- Tiểu hạm đội Amur Military
- Tiểu hạm đội Bắc Băng Dương
- Hạm đội Soviet Red Banner Northern

## Hạm đội Thổ Nhĩ Kỳ
- Bộ tư lệnh bển bắc
- Bộ tư lệnh biển nam

## Vương Quốc Anh

### Trước Thế chiến thứ nhất
- Hạm đội Kênh
- Hải đoàn Tây Phi (HQ Freetown, Sierra Leone).
- Atlantic Hạm đội
- Hải đoàn Thái Bình Dương (Vương Quốc Anh). (Valparaíso Chile.)
- Hải đoàn Đông Ấn Và Trung Quốc.
- Hải đoàn Mũi Hảo Vọng.

### Thế chiến thứ nhất
- Hạm đội Grand (Vương Quốc Anh) (HQ Scapa Flow, Orkney, Scotland).
- Tiểu hạm đội Harwich
- Hạm đội British Mediterranean(Vương Quốc Anh)       (HQ Malta).
- Hải đoàn Bắc Mỹ và Tây Ấn (Vương Quốc Anh) (HQ Halifax, Canada rồi chuyển đến Bermuda).
- Hải đoàn Đông Ấn(Vương Quốc Anh).-Indian Ocean
- Hải đoàn Trung Quốc(Vương Quốc Anh)  (HQ Singapore).
- Hải đoàn Australia(Vương Quốc Anh)  (HQ Sydney).

### Thế chiến thứ hai
- Hạm đội Home (Vương Quốc Anh)(HQ Scapa Flow, Orkney, Scotland)
- Hạm đội Địa Trung Hải (Vương Quốc Anh)       (HQ Alexandria, Ai Cập.)
- Hạm đội Phương Đông (Vương Quốc Anh)       (HQ Trincomalee, Ceylon.)
- Hạm đội Thái Bình Dương (Vương Quốc Anh)        (HQ Sydney, Australia).
- Hải đoàn New Zealand (Vương Quốc Anh).
- Hải đoàn Nam Đại Tây Dương (Vương Quốc Anh).

### Sau Thế chiến thứ hai
- Hạm đội Phương Tây (Vương Quốc Anh) (HQ Northwood,).

### Hiện đại
- Hạm đội Đối mặt      - HQ ở Portsmouth, England

## Hạm đội Hoa Kỳ

### Bộ tư lệnh hải quân
- Bộ Tư lệnh các Hạm đội Hoa Kỳ (trước là Hạm đội Atlantic )
- Bộ Tư lệnh Trung ương Hải quân Hoa Kỳ
- Bộ Tư lệnh Hải quân Hoa Kỳ ở châu Âu
- Hạm đội Thái Bình Dương Hoa Kỳ

### Hạm đội Hiện đại
- Đệ tam Hạm đội Hoa Kỳ (Căn cứ Hải quân San Diego, Tiểu bang California, Hoa Kỳ)
- Đệ tứ Hạm đội Hoa Kỳ (Căn cứ Hải quân Mayport, Tiểu bang Florida, Hoa Kỳ)
- Đệ ngũ Hạm đội Hoa Kỳ (Căn cứ Hải quân Manama, Bahrain)
- Đệ lục Hạm đội Hoa Kỳ (Căn cứ Hải quân Naples, Italy)
- Đệ thất Hạm đội Hoa Kỳ (Căn cứ Hải quân Yokosuka, Nhật Bản)
- Đệ thập Hạm đội Hoa Kỳ (Căn cứ Hải quân Fort Meade, Tiểu bang Maryland, Hoa Kỳ)

### Không hoạt động
- Đệ nhất Hạm đội Hoa Kỳ
- Đệ nhị Hạm đội Hoa Kỳ
- Đệ bát Hạm đội Hoa Kỳ
- Đệ Thập nhị Hạm đội Hoa Kỳ
- Á châu Hạm đội Hoa Kỳ - Lịch sử
- Đại bạch Hạm đội Hoa Kỳ

## Hạm đội Úc
- Hạm đội phía Đông
- Hạm đội phía Tây

## Tên hạm đội khác lạ
- Hạm đội Tây Ban Nha - miêu tả hạm đội của Felipe II của Tây Ban Nha tấn công Anh.